# کیانو دایر
کیانو دایر (انگلیسی: Kiano Dyer؛ زادهٔ ۲۱ نوامبر ۲۰۰۶) بازیکن فوتبال اهل بریتانیا است.
وی همچنین در تیم‌های ملی فوتبال زیر ۱۶ سال انگلستان، زیر ۱۷ سال انگلستان، زیر ۱۸ سال انگلستان، و زیر ۱۹ سال انگلستان بازی کرده است.